# Вікрам (актор)
Вікрам (там. விக்ரம்), відомий також як Чійян Вікрам (англ. Chiyaan Vikram справжнє ім'я Кеннеді Джон Віктор (там. கென்னடி ஜான் விக்டர்; нар. 17 квітня 1966 року, Ченнаї) — індійський актор, який знімається переважно у фільмах тамільською мовою, а також задіяний у фільмах мовами телугу, гінді й малаялам. Лауреат Національної кінопремії Індії і п'ятикратний лауреат Filmfare Award за кращу чоловічу роль у фільмі тамільською мовою, яку виграв завдяки фільмам Kasi (2001), «Син Бога» (2003), «Незнайомець» (2005), «Демон» (2010) і «Я».

## Біографія
Вікрам народився в сім'ї християнина та індуїстки й отримав при народженні ім'я Кеннеді. Його батько, Дж. Альберт Віктор (або Вінод Радж), був актором і грав негативні й характерні ролі в тамільських фільмах і телевізійних серіалах. Його мати Раджешвар — вчитель за освітою, стала податковим інспектором і дослужилася до заступника комісара Департаменту доходів. Раджешвар — сестра кінематографіста Тіагараджана, чий син, актор Прашант, доводиться Вікраму двоюрідним братом. У Вікрама також є молодші сестра Аніта та брат Арвінд.
Вікрам вирішив стати актором як і його батько, навчаючись у восьмому класі пансіона Монфор в Йеркоді. Він влаштувався в шкільний театр, спочатку працівником сцени, а потім — як виконавець ролей другого плану. Брати участь в театральній самодіяльності Вікрам продовжив під час отримання ступеня в галузі літератури в Коледжі Лойоли в Ченнаї, куди вступив в 1983 році. 1986 року, на останньому курсі навчання, він потрапив в аварію, в результаті якої ледь не позбувся ноги. Переніс кілька операцій, провів в лікарні близько року, три роки не міг встати на ноги і ще рік ходив на милицях. Актор досі має труднощі з тим, щоб сидіти, схрестивши ноги.
Свій шлях у кіно Вікрам розпочав зі знімання в рекламних і соціальних роликах і міні-серіалі Galatta Kudumbam, який демонструвався на каналі Doordarshan наприкінці 1988 року. Для знімання він взяв псевдонім «Вікрам», складений з перших букв імені батька Ві, першої літери свого імені К. (Кеннеді), перших букв імені матері Ра і закінчується назвою його знака зодіаку рам (Овен).
На великому екрані актор дебютував в 1990 році в тамільськомовному фільмі En Kadhal Kanmani. За ним вийшло кілька фільмів, які не мали успіху у глядачів, хоча й були зняті відомими кінематографістами С. В. Шрідхаром, П. С. Шрірамом, С. П. Мутураманом і Вікраманом. Знімаючись у останнього в Pudhiya Mannargal, Вікрам отримав запрошення на пробну фотосесію до фільму «Бомбей». Однак йому довелося відмовитися від ролі, оскільки для поточних знімання він уже відростив довге волосся і бороду, а режисерові «Бомбея» Мані Ратнаму на головну роль був потрібен актор з вусами і короткою стрижкою.
Щоб заробляти гроші, Вікрам почав зніматися у другорядних ролях у фільмах мовами малаялам і телугу, а також дублювати інших акторів (Аббаса і Прабху Деву) у фільмах тамільською мовою.
Вдача посміхнулася Вікраму, коли режисер Бала запропонував йому роль в своїй драмі «Сету». Ще до початку знімання режисер зажадав від Вікрама не відволікатися на роботу в інших фільмах і дублювання, а до фінальної частини зйомок — поголити голову і схуднути на 20 кг, й актор погодився. Він сів на спеціальну дієту, яка зводилася до частого споживання вкрай малої кількості їжі, і схуд на 16 кг за місяць. Робота над фільмом розпочалася в 1997 році, але була припинена, потім проєкт ледь не залишив продюсер, втративши до нього інтерес. Нарешті, готову кінострічку не захотіли купувати власники кінотеатрів, і прем'єра в результаті відбулася тільки через півроку після завершення роботи над фільмом в маленькому приміському кінотеатрі. Але поступово фільм здобув популярність, протримавшись більше 75 днів в дев'яти найбільших кінотеатрах Ченнаї. Робота головного актора була удостоєна спеціального призу державної кінопремії Таміл-Наду, а критик К. Н. Віджаян з малайської газети New Straits Times назвав її «гідною похвали».
Потім на екрани вийшли фільми, в яких Вікрам знявся в проміжках між зніманням «Сету» і його виходом в прокат. Сам же актор шукав для себе гідний сценарій. В результаті він знявся в бойовику «Справа честі» свого однокурсника по коледжу Дхарані, який став його першим успішним масала-фільмом. 2003 року Вікрам знову об'єднався з Балою в «Сині Бога», який приніс акторові Національну кінопремію. Іншою помітною його роботою стали ролі адвоката-ідеаліста, який страждає роздвоєнням особистості, в психологічному трилері «Незнайомець» і ватажка банди Вірайі в драмі «Демон». А за роль розумово відсталого батька в стрічці «Дитя Місяця» (2011) він отримав Filmfare Awards South за кращу чоловічу роль за версією критиків.
Актор також з'явився в образах бодібілдера і незграби-горбаня в романтичному трилері режисера Ш. Шанкара «Я» (2015), який увійшов до списку найкасовіших фільмів тамільською мовою. У тому ж році вийшов фільм «Перевізник», де він зіграв безіменного автоінструктора, який отримав завдання доставити дівчину на інший кінець країни. Фільм провалився в прокаті.
У 2016 році з його участю вийшов тільки один фільм — «Атака на Любов», де він виконав подвійну роль — агента національної безпеки і антагоніста-трасгендера; фільм посів третє місце за касовими зборами серед тамільських фільмів того року. Зараз Вікрам знімається Dhruva Natchathiram, а також підписаний на Saamy Square, сіквел «Всіма правдами», і Sketch, де він вперше з'явиться на екранах в парі з Таманною Бхатією.

## Особисте життя
Наприкінці 1980-тих років Вікрам познайомився з Шайладжею Балакрішнан, на якій одружився в 1992 році в Гуруваюрі, паралельно з десятком інших пар, які одружилися в один і той самий час в одному і тому ж місці. Потім пара провела скромну весільну церемонію в церкві в Loyola College, Chennai. Шайладжа родом з містечка Thalassery і працює вчителем психології в головній школі Ченнаї. Вона також працювала з командою фільму «Дитя Місяця», надаючи професійні консультацій про те, як поводитися з людьми з особливими потребами та допомагати розвивати характер персонажа, якого грав сам Вікрам. У пари є дочка Акшіта і син Дхрув, який, за словами батька, збирається піти по його стопах. У жовтні 2017 року його дочка вийшла заміж за Ману Ранджита, правнука лідера партії Дравіди Муннетра Каракам М. Карунанідхі. Будинок Вікрама знаходиться недалеко від пляжу Besant Nagar в Ченнаї.

## Фільмографія
| Рік  |   | Українська назва | Оригінальна назва              | Роль                              |
| ---- | - | ---------------- | ------------------------------ | --------------------------------- |
| 1990 | ф |                  | En Kadhal Kanmani (там.)       | Вінод                             |
| 1991 | ф |                  | Thanthu Vitten Ennai (там.)    | Раджу                             |
| 1991 | ф |                  | Kaaval Geetham                 | Ашок                              |
| 1992 | ф |                  | Meera                          | Джива                             |
| 1993 | ф |                  | Dhruvam                        | Бхадран                           |
| 1993 | ф |                  | Chirunavvula Varamistava(тел.) | Віккі                             |
| 1993 | ф |                  | Mafia                          | Харішанкар                        |
| 1994 | ф |                  | Sainyam                        | кадет Джиджи                      |
| 1994 | ф |                  | Bangaru Kutumbam(тел.)         | Сур'ям                            |
| 1994 | ф |                  | Pudhiya Mannargal              | Сатьямурті                        |
| 1995 | ф |                  | Street                         | Саджив                            |
| 1995 | ф |                  | Adalla Majaka(тел.)            | Вікрам                            |
| 1996 | ф |                  | Ooha(тел.)                     | Мохан                             |
| 1996 | ф |                  | Mayoora Nritham                | Раджив                            |
| 1996 | ф |                  | Indraprastham                  | Пітер                             |
| 1996 | ф |                  | Rajaputhran                    | Ману                              |
| 1996 | ф |                  | Merupu(тел.)                   | Гуру                              |
| 1997 | ф |                  | Itha Oru Snehagatha            | Рой                               |
| 1997 | ф |                  | Ullaasam                       | Дев                               |
| 1999 | ф |                  | Housefull                      | Хамід                             |
| 1999 | ф | Сету             | Sethu                          | Сету                              |
| 2000 | ф |                  | Red Indians                    | Рахул                             |
| 2000 | ф |                  | Indriyam                       | Удхая                             |
| 2000 | ф |                  | 9 Nelalu(тел.)                 | Вірендра                          |
| 2001 | ф |                  | Youth(тел.)                    | Бабу                              |
| 2001 | ф |                  | Vinnukum Mannukum              | Селвам                            |
| 2001 | ф | Справа честі     | Dhill                          | Канагавел                         |
| 2001 | ф |                  | Kasi                           | Касі                              |
| 2002 | ф | Джеміні          | Gemini                         | Джеміні                           |
| 2002 | ф |                  | Samurai                        | Тіягараджан                       |
| 2002 | ф | Улюбленець       | King                           | Раджа                             |
| 2003 | ф | Пил              | Dhool                          | Аарумугам                         |
| 2003 | ф |                  | Kadhal Sadugudu                | Суреш                             |
| 2003 | ф | Всіма правдами   | Saamy                          | заст. комісара С. Арусаамі        |
| 2003 | ф | Син Бога         | Pithamagan                     | Чітхан                            |
| 2004 | ф |                  | Arul                           | Арулкумаран                       |
| 2005 | ф | Незнайомець      | Anniyan                        | Рамануджам / Амбі / Ремо / Анніян |
| 2005 | ф |                  | Majaa                          | Арівуматхі                        |
| 2008 | ф |                  | Bheemaa                        | Шекар                             |
| 2009 | ф | Кандасами        | Kanthaswamy                    | Кандасамі                         |
| 2010 | ф | Демон            | Raavanan                       | Вірайя (Віра)                     |
| 2010 | ф | Злодій           | Raavan                         | Дев Пратап Шарма                  |
| 2011 | ф | Дитя Місяця      | Deiva Thirumagal               | Крішна                            |
| 2011 | ф |                  | Rajapattai                     | Муруган                           |
| 2012 | ф | Сліпа лють       | Thaandavam                     | Шивакумар / Кенні Томас           |
| 2013 | ф | Що в імені…      | David(гінді)(там.)             | Девід, рибалка-алкоголік          |
| 2015 | ф | Я                | Я                              | Лінгесан / Лі                     |
| 2016 | ф | Перевізник       | 10 Endrathukulla               | Безіменний автоінструктор         |
| 2016 | ф | Атака на Любов   | Iru Mugan                      | Акхілан Вінод / Лав               |
| 2018 | ф |                  | Sketch                         | Jeeva (Sketch)                    |
| 2018 | ф |                  | Saamy Square                   | Aarusaamy, Ramasaamy              |
| 2019 | ф |                  | Kadaram Kondan                 |                                   |
| 2019 | ф |                  | Dhruva Natchathiram            | Джош / Джошуа / Дхрув             |
| 2019 | ф |                  | Mahavir Karna                  | Karna                             |